# Colin MacInnes
Colin MacInnes (20. srpna 1914 – 22. dubna 1976) byl anglický spisovatel a novinář.

## Další literatura
- Gould, Tony. Inside Outsider: The Life and Times of Colin MacInnes. London: Allison and Busby, 1983.